# Heimsheim
Heimsheim település Németországban, azon belül Baden-Württembergben. Lakosainak száma 5608 fő (2023. december 31.).

## Népesség
A település népessége az elmúlt években az alábbi módon változott:
| Lakosok száma | 3791 | 5111 | 5035 | 5469 | 5553 | 5608 |
|               | 1975 | 2017 | 2019 | 2021 | 2022 | 2023 |